# Uber Arena

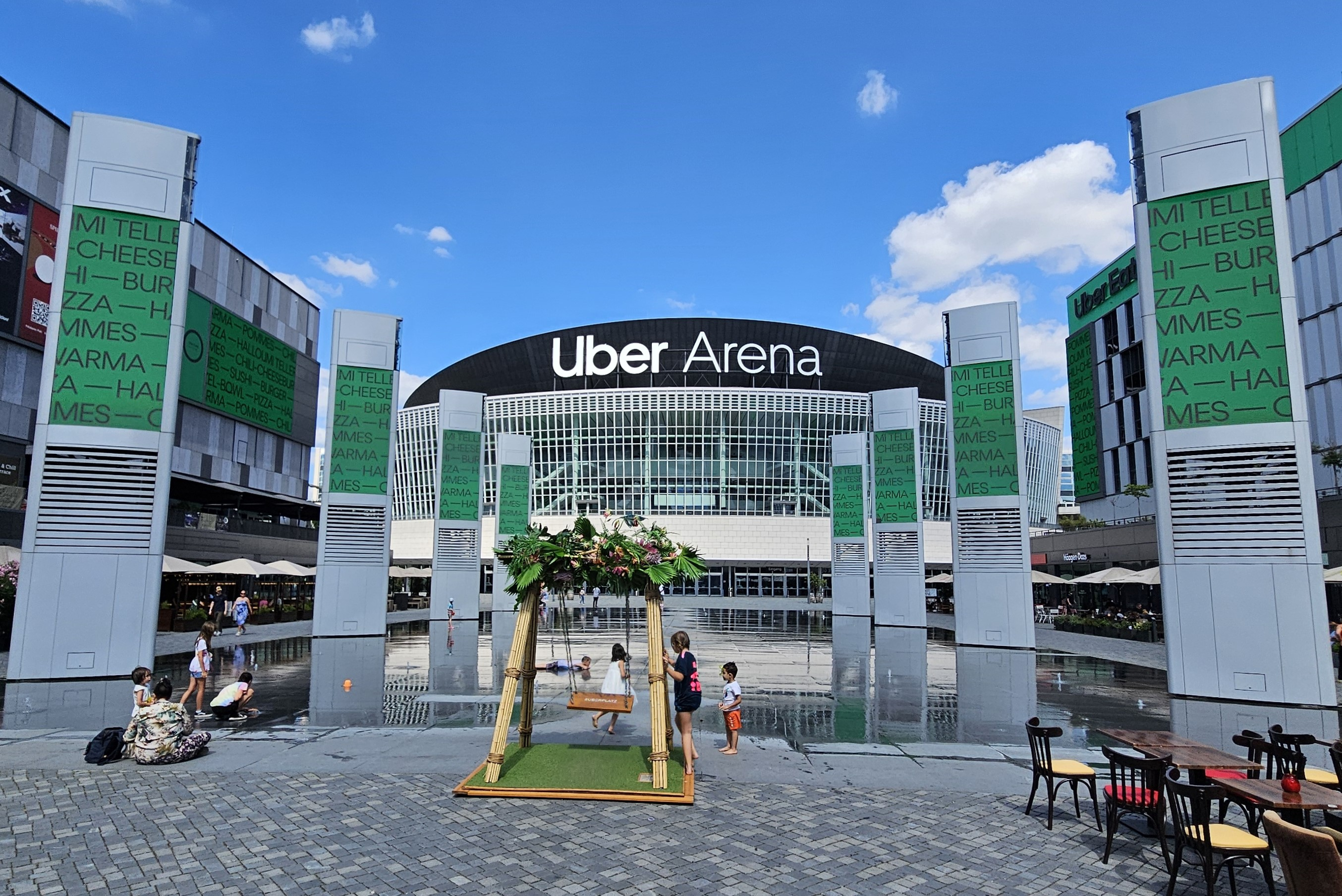
Uber Arena

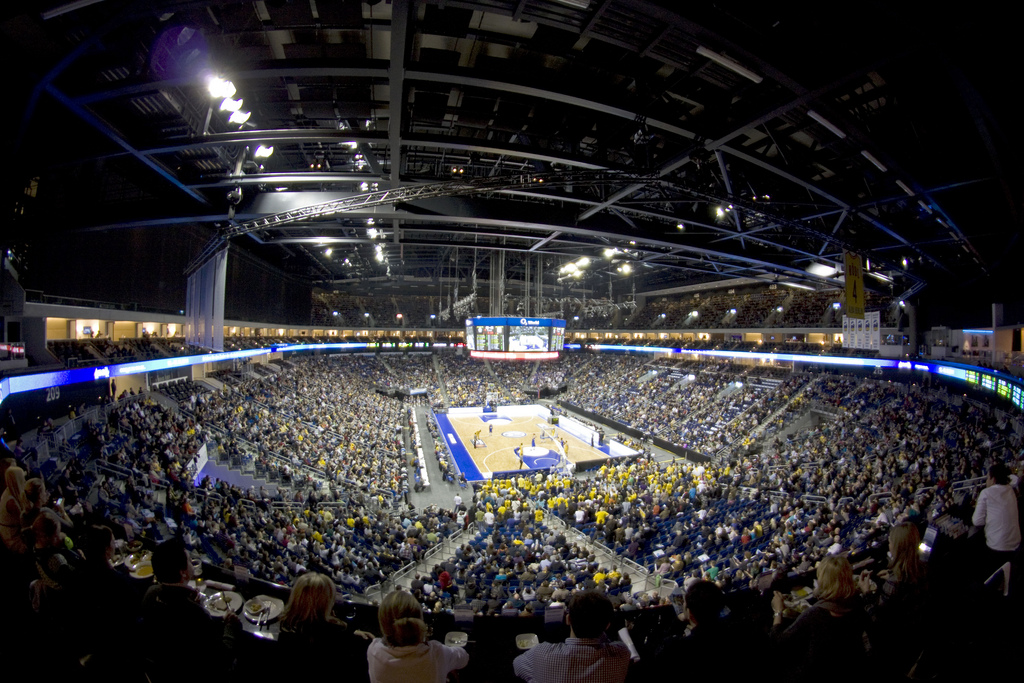
Wnętrze hali

Uber Arena – hala sportowa w Berlinie.
Budowa hali rozpoczęła się we wrześniu 2006 a ukończona została we wrześniu 2008. Na trybunach może zasiąść 17 000 widzów.
W hali swoje mecze rozgrywa drużyna hokejowa Eisbären Berlin oraz drużyna koszykarska ALBA Berlin.
W styczniu 2024 roku firma Uber nabyła prawa do nazwy areny. 22 marca 2024 roku hala i dawny Mercedes-Platz zostały przemianowane odpowiednio na Uber Arena i Uber-Platz.